# Dorcadion accola
Dorcadion accola là một loài bọ cánh cứng trong họ Cerambycidae.